# مكتب رئيس الوزراء (تايلاند)
مكتب رئيس الوزراء (بالتايلندية: สำนักนายกรัฐมนตรี) هي الوكالة التنفيذية المركزية في حكومة مملكة تايلاند. تم تصنيفها على أنها إدارة مجلس الوزراء، حيث يرأسها سكرتير دائم. وتتمثل مسؤوليتها الرئيسية في مساعدة رئيس وزراء تايلاند في دور رئيس الحكومة ورئيس مجلس الوزراء في تايلاند.
وفي أواخر عام 2016، اكتسب مكتب رئيس الوزراء وظيفة إضافية: باعتباره "قلمًا" للمسؤولين الحكوميين المتهمين بالفساد. حيث استند رئيس الوزراء السابق برايوت تشان أوتشا إلى صلاحياته الخاصة بموجب المادة 44 من الميثاق المؤقت لإنشاء 50 وظيفة في مكتب رئيس الوزراء لموظفي الخدمة المدنية الذين يتم التحقيق معهم بسبب ارتكابهم مخالفات مزعومة. ومع ذلك، فإنه سيستمر المسؤولون المنقولون في تلقي رواتبهم.

## ميزانية
تبلغ ميزانية مكتب رئيس الوزراء للسنة المالية 2019 (1 أكتوبر 2018 - 30 سبتمبر 2019) 41.216.2 مليون بات. :82بينما بلغت ميزانيتها 36,001.3 مليون باهت في السنة المالية 2016، 35,412.3 مليون باهت في السنة المالية 2017، و34,256.5 مليون باهت في السنة المالية 2018.

## التنظيم

### الأقسام
- مكتب السكرتير الدائم
- إدارة العلاقات العامة الحكومية (PRD) [5]
- مكتب مجلس حماية المستهلك

### الوكالات التابعة مباشرة لرئيس الوزراء
للحصول على القائمة، راجع ميزانية تايلاند في موجز للسنة المالية 2019.
- أمانة رئاسة مجلس الوزراء
- أمانة مجلس الوزراء
  - لجنة المصالحة الوطنية
  - الجريدة الملكية
- مكتب مجلس الأمن القومي (NSC)
- وكالة الاستخبارات الوطنية (NIA)
- مكتب الميزانية [7]
- مكتب مجلس الدولة
- مكتب ديوان الخدمة المدنية
- مكتب المجلس الوطني للتنمية الاقتصادية والاجتماعية
- مكتب هيئة تطوير القطاع العام
- مكتب مجلس الاستثمار (BOI)
- مكتب الموارد المائية الوطنية (ONWR)[8][9][10]
- مكتب سياسة الأراضي الوطنية

### الجهات الرقابية التابعة لمكتب رئيس الوزراء
- قيادة عمليات الأمن الداخلي (ISOC)
- مركز قيادة الإنفاذ البحري (MECC)
- مركز إدارة المحافظات الحدودية الجنوبية (SBPAC)

### مؤسسات الدولة
- شركة MCOT العامة المحدودة (المعروفة سابقًا باسم منظمة الاتصالات الجماهيرية في تايلاند)

### الوكالات أو الإدارات التابعة لرئاسة مجلس الوزراء
- المكتب الوطني للبوذية
- مكتب مجلس مشاريع التطوير الملكي
- الجمعية الملكية في تايلاند
- الشرطة الملكية التايلاندية
- مكتب مكافحة غسيل الأموال
- مكتب هيئة مكافحة الفساد في القطاع العام
- مكتب صندوق القرية الوطنية والمجتمع الحضري
- مكتب مؤسسة تعزيز الصحة التايلاندية
- صندوق التعليم العادل
- مكتب سياسات المنطقة التنموية الخاصة الشرقية

## المنظمات العامة
- المناطق المخصصة لإدارة السياحة المستدامة[11] :84
- وكالة تطوير الحكومة الرقمية[3] :84
- معهد إدارة البنوك العقارية[3] :84
- مكتب معايير التعليم الوطني وتقييم الجودة[3] :84
- مكتب إدارة المعرفة وتطويرها[3] :84
- وكالة تنمية بينكاناكورن[3] :84
- خدمة الإذاعة العامة التايلاندية (TPBS)
- مكتب تايلاند للمؤتمرات والمعارض (TCEB)[3] :84
- معهد تايلاند للتأهيل المهني[3] :84
- صندوق تايلاند للبحوث
- مكتب ترويج المؤسسات الصغيرة والمتوسطة (OSMEP)

## روابط خارجية
- موقع مكتب رئيس الوزراء نسخة محفوظة 10 مايو 2007 على موقع واي باك مشين.
- الموقع الإلكتروني للأمانة العامة لمجلس الوزراء